# Grues
Grues é uma comuna francesa na região administrativa da Pays de la Loire, no departamento de Vendéia. Estende-se por uma área de 47,18 km². Em 2010 a comuna tinha 884 habitantes (densidade: 18,7 hab./km²).